# Carl Holtzmann
Carl Alexander Holtzmann, auch Karl Holtzmann, (* 23. Oktober 1811 in Karlsruhe; † 25. April 1865 in Stuttgart) war ein deutscher Physiker.

## Leben
Carl Holtzmann wurde 1811 in Karlsruhe geboren, wo sein Vater Joh. Michael Holtzmann am Lyzeum Philosophie und klassische Sprachen unterrichtete. Seine Brüder sind der Theologe Karl Julius Holtzmann und der Germanist Adolf Holtzmann. Holtzmann studierte an der damals neu gegründeten polytechnischen Schule in Karlsruhe, wo er sich dem Berg- und Hüttenwesen zuwandte. Er war verheiratet und zu seinen Söhnen gehörte der Theologe Oskar Holtzmann. Ein Enkel war der Darmstadter Bürgermeister und Landtagsabgeordnete Ernst Holtzmann.

## Leistungen
Als Lehrer unterrichtete Holtzmann am Karlsruher Polytechnikum und am Mannheimer Lyzeum Mathematik und Physik. 1845 wurde er Hüttenverwalter des Großherzoglichen Hüttenwerks Albbruck bei Waldshut.
Im Jahr 1851 erhielt er die Professur für Physik und Mechanik am Stuttgarter Polytechnikum. Mehrfach war er dort Direktor und galt als „Bahnbrecher im Stuttgarter Hochschulwesen“. Als Wissenschaftler hat er mehrere Lehrbücher verfasst und im Bereich der Wärmelehre und der Mechanik Bedeutendes geleistet (Stephen Brush zählt ihn zu den etwa ein Dutzend Wissenschaftlern, die im 19. Jahrhundert einen mehr oder weniger allgemeinen Energieerhaltungssatz formulierten). Auch formulierte Holtzmann im Jahre 1856 in einer abgelegenen Schrift – also kurz vor der klassischen Veröffentlichung von William John Macquorn Rankine (1857) über Erddruck – Ansätze einer Erddrucktheorie auf Basis der Kontinuumsmechanik.

## Schriften
- Analysis. G. Holtzmann, Karlsruhe 1840.
- Morin’s Hilfsbuch des praktischen Mechaniker, zum Gebrauche von Artillerieoffizieren, Civil- und Militäringenieuren. Deutsch bearb. von C. Holtzmann. 2. Auflage. (dt., 3. Frz.), Groos, Karlsruhe 1844.
- Ueber die Wärme und Elasticität der Gase und Daempfe. Loeffler, Mannheim 1845.
- Ueber die Vertheilung des Drucks des Inneren eines Körpers. Stuttgart 1846.
- Tafeln zur Erleichterung und Ersparung der auf Maschinenbau bezüglichen und ähnlicher Rechnungen zunächst für Mechaniker, Ingenieure, Berg- und Hüttenleute etc. Flammer u. Hoffmann, Pforzheim 1848.
- Die Mechanik und Maschinen-Lehre, volksfasslich dargestellt. Müller, Stuttgart 1848.
- Grundzüge der Mechanik und Maschinenlehre, für Lehrer und Lehrende, für Schule und Haus. Müller, Stuttgart 1850.
- Morin's Hilfsbuch des praktischen Mechanikers zum Gebrauche von Artillerieoffizieren, Zivil- und Militäringenieuren. Deutsch bearb. von C. Holtzmann. 3. Auflage. (dt., 4. Frz.), Groos, Karlsruhe 1851.
- Grundzüge der Mechanik und Maschinenlehre. Müller, Stuttgart 1851.
- Grundzüge der Mechanik und Maschinenlehre. Volksfaßlich dargestellt, 2., durchaus verb. und verm. Auflage, Stuttgart 1853.
- Die Wellenbewegung tropfbarer Flüssigkeiten. Stuttgart 1858.
- Lehrbuch der theoretischen Mechanik. Metzler, Stuttgart 1861.
- Mechanische Wärme-Theorie. Metzler, Stuttgart 1866.